# Tahani al-Gebali
Tahani al-Gebali, née le 9 novembre 1950 et morte au Caire le 9 janvier 2022, est une avocate une magistrate égyptienne. Elle a été vice-présidente de la Haute Cour constitutionnelle et membre du Parti nassériste arabe démocratique.

## Biographie
Née en 1950 à Tanta, son père occupait le poste d'inspecteur de santé publique au sein du Mouvement international de la Croix-Rouge et du Croissant-Rouge, et sa mère est une institutrice de langue arabe et études religieuses avant d'occuper le poste de directrice, puis de vice-ministre de l'éducation.
Diplômée de l'université du Caire, elle rejoint l’Arab Lawyers Union, puis le comité directeur du syndicat des avocats égyptiens, avant d'être nommée en 2003 par le président Hosni Moubarak à la tête de la Haute Cour constitutionnelle, plus haute autorité judiciaire du pays. Elle initie ainsi une vague de changements qu’entreprend le régime, 32 autres femmes étant nommées à des positions juridiques importantes en Égypte en 2007. À la suite de la révolution de 2011, elle reste en poste mais critique les premiers mois de mandat du président Mohamed Morsi, lequel laisse ses partisans faire pression pour que la Haute Cour ne puisse pas valider la constitution rédigée par l'Assemblée constituante à majorité islamiste, quittée par les libéraux ayant dénoncé sa mainmise par les Frères musulmans.
Elle prend le parti des « contre-révolutionnaires », et soutient le coup d'État de 2013 qui rétablit un pouvoir autoritaire sous la gouvernance d'Abdel Fatah al-Sissi, et œuvre pour que les militaires ne cèdent pas le pouvoir aux autorités civiles élues avant l’adoption d’une nouvelle Constitution. La Cour suprême constitutionnelle qu’elle préside émet une décision qui autorise les militaires à dissoudre le Parlement élu, le premier de l’histoire du pays, tout en les autorisant à superviser la rédaction d’une nouvelle Constitution.

## Vie privée
Elle était amie avec l'épouse de l'ancien président Hosni Moubarak, Suzanne Moubarak, dont l'influence a été décisive pour sa nomination à la tête de la cour constitutionnelle suprême.

## Mort et hommage
Tahani Al-Gebali est décédée de la Covid-19 le 9 janvier 2022, à l’âge de 71 ans. Son décès marque une perte de taille pour le régime du président Abdel Fatah al-Sissi et pour l'ensemble du pays, selon l'analyste politique Maged Mandour. Sur un plateau de télévision, cette dernière avait par exemple déclaré que « tout citoyen affirmant être affilié aux Frères s’expose à une arrestation », organisation déclarée « terroriste » que le président Sissi.
Le ministre de la Culture Enas Abd el-Dayem déclare regretter le départ de l’une des figures « les plus importantes » parmi les gardiens de la loi.

## Sources
- (en) Cet article est partiellement ou en totalité issu de l’article de Wikipédia en anglais intitulé « Tahani al-Gebali » (voir la liste des auteurs).